# CHAGE and ASKA Concert 2007 alive in live
『CHAGE and ASKA Concert 2007 alive in live』（チャゲアンドアスカ・コンサート・ツアー・2007・ダブル）は、CHAGE and ASKAのライブ・ビデオ。2008年5月7日にDVDで、2012年4月25日にBDで発売された。

## 概要
上海大舞台を皮切りに2007年11月17日から12月24日にかけて行ったアコースティックライブ「日清製粉グループ presents CHAGE and ASKA Concert 2007 alive in live」の中から、12月の国立代々木競技場第一体育館公演の模様が収録されている。
このアコースティックライブは長い間温めていたとされており、CHAGE and ASKAの魅力の原点であり、最大の強みでもあるCHAGEとASKAの二人のハーモニーはもちろんのこと、アコースティック・スタイルにリアレンジされた楽曲たちに加え、このライブの為に起用したストリングス・チーム4名とコーラス2名、アリーナ会場のど真ん中に設置された回る円形ステージなどで展開され、“CHAGE and ASKAだからこそできるアコースティックライブ”というジャンルを確立させた。
CHAGE and ASKAのコンサートは事実上このアコースティックライブが最後である。ちなみに2013年1月、CHAGE and ASKAが公式サイトにて活動を再開することを発表、同年8月28日から31日にかけ、国立代々木第一体育館にて復活ライブ『TUG OF C&A PRESENTS CHAGE and ASKA SPECIAL LIVE 2013 "On Your Mark"』を開催する予定だったが、6月11日に体調不良を訴えたASKAが医師による診察で一過性脳虚血症の疑いがあり静養が必要と診断されたため、ライブは延期、最終的には中止となっている。

## 収録曲
1. if
作詞・作曲：ASKA
2. river
作詞・作曲：ASKA
3. 天気予報の恋人
作詞・作曲：ASKA
4. Here & There
作詞：松井五郎　作曲：CHAGE・村田努
5. 好きになる
作詞・作曲：ASKA
6. パラシュートの部屋で
作詞・作曲：ASKA
7. 紫陽花と向日葵
作詞・作曲：CHAGE
8. 僕はこの瞳で嘘をつく
作詞・作曲：ASKA
9. HANG UP THE PHONE
作詞・作曲：ASKA
10. 終章 (エピローグ)
作詞：CHAGE・田北憲次　作曲：CHAGE
11. Man and Woman
作詞：ASKA・松井五郎　作曲：ASKA
12. YAH YAH YAH
作詞・作曲：ASKA
13. One Day
作詞・作曲：ASKA
14. higher ground
作詞・作曲：ASKA
15. RED HILL
作詞・作曲：ASKA
16. NとLの野球帽
作詞・作曲：CHAGE
17. ロケットの樹の下で
作詞・作曲：ASKA
18. 世界にMerry X'mas
作詞・作曲：ASKA
19. SAY YES
作詞・作曲：ASKA